# Antimachia
Antimachia (Grieks: Αντιμάχεια) is een klein dorp in de deelgemeente (dimotiki enotita) Irakleides van de fusiegemeente (dimos) Kos, in de Griekse bestuurlijke regio (periferia) Zuid-Egeïsche Eilanden.
Antimachia is vooral bekend door de overblijfselen van een burcht. Deze burcht was tot in de 16de eeuw gebruikt door de Johannieters.
Een ander monument in Antimachia is een typisch Griekse windmolen die nog steeds in gebruik is (de enige van het eiland). Tevens is er een klein volksmuseum.

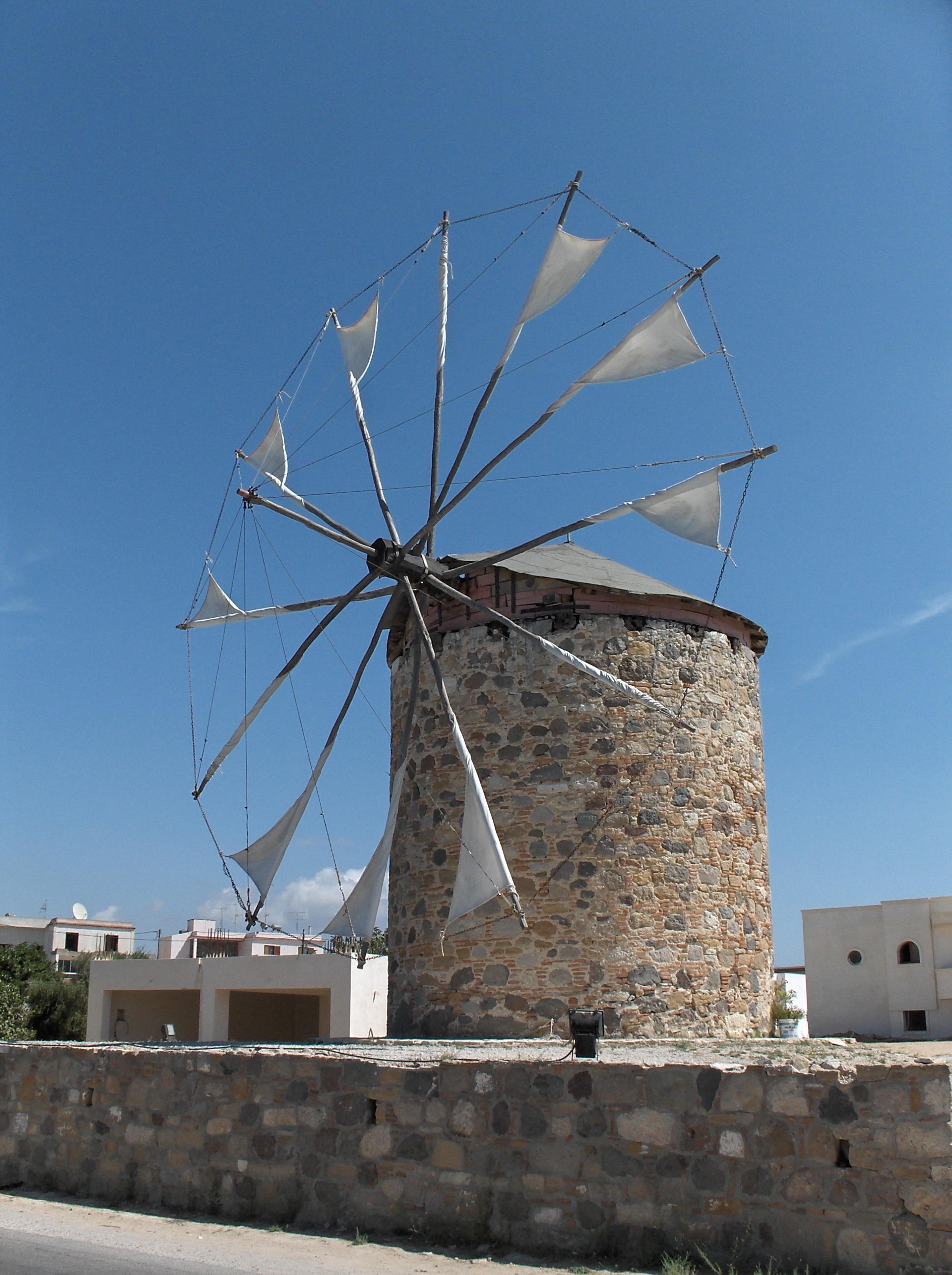
Windmolen in Antimachia